# Phare de Chausey
Le phare de Chausey (ou phare des îles Chausey) désigne une maison-phare située sur la Grande-Île de Chausey (Manche). Sa présence a été rendue indispensable à cause du nombre considérable d'îles et d'îlots rendant la navigation hasardeuse.

## Historique
En août 1842, sous l'impulsion du secrétaire d'État Lefous, la construction du phare de Chausey est envisagée afin de compléter le plan de signalisation de 1825, qui ne prévoyait initialement que l'édification d'un unique phare à Granville. Avec Morice de la Rüe, le maître d’œuvre Léonce Reynaud s’inspire du phare de Carteret, qu’il a déjà construit, pour les plans de celui de Chausey. La construction commence en 1846 et s'achève en 1847. Il est mis en service le 27 mai 1848.
Cette construction, faite par des entrepreneurs caennais, est en granite bleu provenant directement des carrières de l'île. Elle est constituée d'une tour carrée accolée à la façade arrière du bâtiment d'habitation des gardiens et locaux techniques, sur la pointe Lihou. Cette installation est complétée par un dispositif d'une corne de brume (corne 1 son/30 s) qui était au départ localisée à 80 m de l'habitation, face à la mer. Elle a ensuite été installée sur le phare en dessous de la lanterne. La tour du phare, d’une hauteur de 19 m, est construit en hauteur, ce qui permet d’avoir un feu à 37 m au-dessus du niveau de la mer.
L'optique est changée le 15 septembre 1903 pour un feu éclair de 3e ordre GM à éclats réguliers toutes les 5 secondes de 0,50 m de focale à 4 panneaux au 1/4. La première optique, feu blanc varié par des éclats rouges toutes les 4 minutes et suivi de courtes éclipses, est installée le 15 octobre 1847. Elle est alimentée par de l'huile végétale, puis de l'huile minérale vers 1875.
Partiellement détruit par une attaque allemande, le 9 mars 1945, il est électrifié en 1949 et rallumé en 1950. Entre 1955 et 1957, une salle des machines pour générateurs EDF est construite en remplacement de la salle des machines avec un groupe EDF pour l'alimentation de l'île construit en 1949. En 1959, le phare est équipé d'une nouvelle cuve à mercure Ebor 2400 BBT élevée et d'une optique verre taillé à 4 panneaux au 1/4 BBT de focale 0,30 m pour un feu à éclats réguliers de 5 secondes, d'une portée de 23 milles, alimenté par une lampe halo de 250 W. Les gardiens contrôlaient aussi le phare de Granville, le phare de la pointe d'Agon et divers feux en mer. Le phare est entièrement automatisé en 2008 et géré par la subdivision des Phares et Balises de Granville.
Par arrêté du 11 mai 2009, le phare est inscrit au titre des monuments historiques avec les murets du jardin clos et le magasin à poudre, à l’exclusion du bâtiment de France-Télécom. Le phare appartient à la subdivision phares et balises Manche, qui dépend de la Direction inter-régionale de la mer (DIRM) Manche Est-mer du Nord.
La signalisation maritime du phare de Chausey porte le numéro 515/000. L’archipel comprenant aussi deux feux, La Crabière et Le Pignon.